# Stora moskén och sjukhuset i Divrigi
Stora moskén och sjukhuset i Divriği (turkiska: Divriği Ulu Camii ve Darüşşifası) är en vackert ornamenterad moské och medicinskt komplex uppfört år 1299 i bergsstaden Divriği i östra Anatolien, idag i provinsen Sivas i Turkiet. Anläggningen ritades av arkitekten Hürremshah av Ahlat och moskén byggdes på uppdrag av Ahmet Shah, härskare över Beylik i Mengücek. Inskriptionerna innehåller ord som hyllar de anatoliska seldjukernas sultan Alaeddin Keykubad I. Det anslutande medicinska centret (darüşşifa) byggdes samtidigt som moskén på uppdrag av Turan Melek Sultan, dotter till Mengücekregenten i Erzincan, Fahreddin Behram Shah.

De utsökta ristningarna och de båda byggnadernas arkitektur placerar dem bland de viktigaste arkitektoniska arbetena i Anatolien och gav dem 1985 en plats på världsarvslistan. Av särskilt intresse är de geometriska relieferna och blomsterrelieferna på huvudporten. 

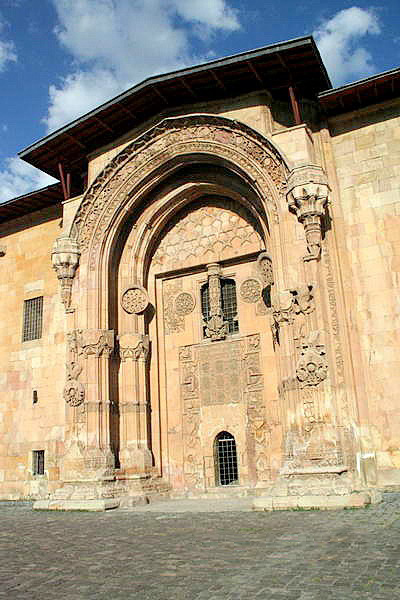
Porten till Darüşşifa